# Cumbres doradas
Cumbres doradas es una película de 1953 dirigida por Gordon Douglas, basada en la vida de la cantante Grace Moore. La película está protagonizada por Kathryn Grayson como Moore, y Merv Griffin. La historia relata el ascenso de Moore al estrellato desde 1918 hasta el 7 de febrero de 1928, cuando se estrenó en la Ópera Metropolitana.

## Sinopsis
Grace Moore (Kathryn Grayson) sueña con ser una gran cantante de ópera. Empieza a cantar en un club nocturno, donde conoce a su novio Buddy (Merv Griffin). Toma clases de canto y Buddy la presiona para que se case con él y se vaya de la ciudad. Grace, sin embargo, no puede renunciar a su carrera.
En un momento dado sus sueños pueden verse truncados, ya que la mala instrucción de canto le ha inflamado las cuerdas vocales. Bajo la dirección de un nuevo y mejor entrenador de voz, se le dice que descanse y no hable durante tres meses. Lo hace, pero Buddy Nash se casa con otra mujer mientras Grace está recluida en una cabaña.
Al regresar Grace a la ciudad de Nueva York, puede volver a cantar y continuar con sus lecciones. Es contratada como suplente  en un musical y se hace cargo cuando la protagonista  (Marie Windsor) se enferma. La actuación de Grace impresiona tanto a los productores que la convierten en una estrella de Broadway. Su siguiente novio, Bryan Curtis (Douglas Dick), sale con ella durante dos años antes de insistir en que se casen, a lo que Grace accede.
Cuando Grace audiciona para la Ópera Metropolitana,  se le dice que le falta experiencia y que su juventud, encanto y voz se adaptan mejor a las comedias musicales. Ella apuesta a Otto Kahn (Roy Gordon), el director de la Ópera Metropolitana, que actuará allí dentro de dos años. Renuncia a su contrato musical y reserva un pasaje a Europa para obtener una mejor formación vocal. Bryan dice que no puede competir con su sueño y pone fin a su compromiso.
Dos años después, Grace ha vuelto y canta en un papel estelar en el Metropolitan. Ella es un éxito y finalmente ha logrado su sueño de ser una estrella de la ópera.

## Reparto
- Kathryn Grayson como Grace Moore
- Merv Griffin como Buddy Nash
- Joan Weldon como Ruth Obre
- Walter Abel como el Coronel James Moore
- Rosemary DeCamp como la Tía Laura Stokley
- Douglas Dick como Bryan Curtis
- Marie Windsor como Marilyn Montgomery
- Roy Gordon como Otto Kahn (sin créditos)

Según su autobiografía de 1959, Mi Historia, la actriz  Mary Astor escribió que a finales de 1952, había sido contratada inicialmente por Warner Brothers en Así que Esto Es el Amor (entonces titulada La Historia de Grace Moore) para el papel de la tía Laura Stokley. Antes de que comenzara el rodaje, Astor había hecho algunas pruebas de cámara pero tuvo que retirarse de la película tras romperse la pierna por una caída en su casa. El papel fue para Rosemary DeCamp. (Mi historia: Una autobiografía de Mary Astor pgs. 219-220 Windham Press)

## Banda sonora
Así que Esto Es el Amor  es un musical de rock. La banda sonora consiste en varias canciones de múltiples compositores. Canciones como Remember de Irving Berlín y Pack Up Your Troubles... de Felix Powell y George Henry Powell, se estrenaron antes y no fueron escritas para la película.

### Listado de pistas
1. Voi, Che Sapete – Kathryn Grayson
2. Time On My Hands – Kathryn Grayson
3. The Tickle Toe – Kathryn Grayson
4. The Kiss Waltz – Kathryn Grayson
5. Remember – Kathryn Grayson
6. Oh Me! Oh My! – Kathryn Grayson
7. I Wish I Could Shimmy Like My Sister Kate – Kathryn Grayson
8. Ciribiribin – Kathryn Grayson
9. Ah! Je Ris De Me Voir Si Belle (The Jewel Song) – Kathryn Grayson
10. Christ The Lord Is Risen Today
11. I Kiss Your Hand, Madame – Merv Griffin
12. I'm Just Wild About Harry
13. In Dat Great Gittin' Up Morning – Noreen Corcoran
14. Je Veux Vivre (Juliet's Waltz Song) – Kathryn Grayson
15. Memories
16. Pack Up Your Troubles In Your Old Kit Bag and Smile, Smile, Smile!
17. Si, Mi Chiamano Mimi (Mimi's Aria) – Kathryn Grayson
18. So This is Love